# Drevs landskommun
Drevs landskommun var en tidigare kommun i Kronobergs län.

## Administrativ historik
Den 1 januari 1863 började kommunalförordningarna gälla och då inrättades cirka 2 500 kommuner (städer, köpingar och landskommuner), tillsammans täckande hela landets yta.
I Drevs socken i Uppvidinge härad i Småland inrättades då denna kommun. Kommunreformen 1952 innebar att denna landskommun uppgick i Braås landskommun, som 1971 uppgick i Växjö kommun.